# Xingguo

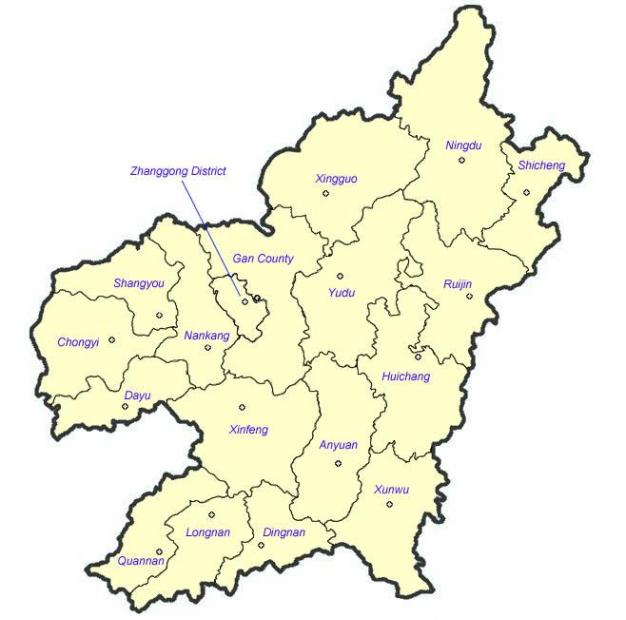
Lage von Xingguo im Verwaltungsgebiet von Ganzhou

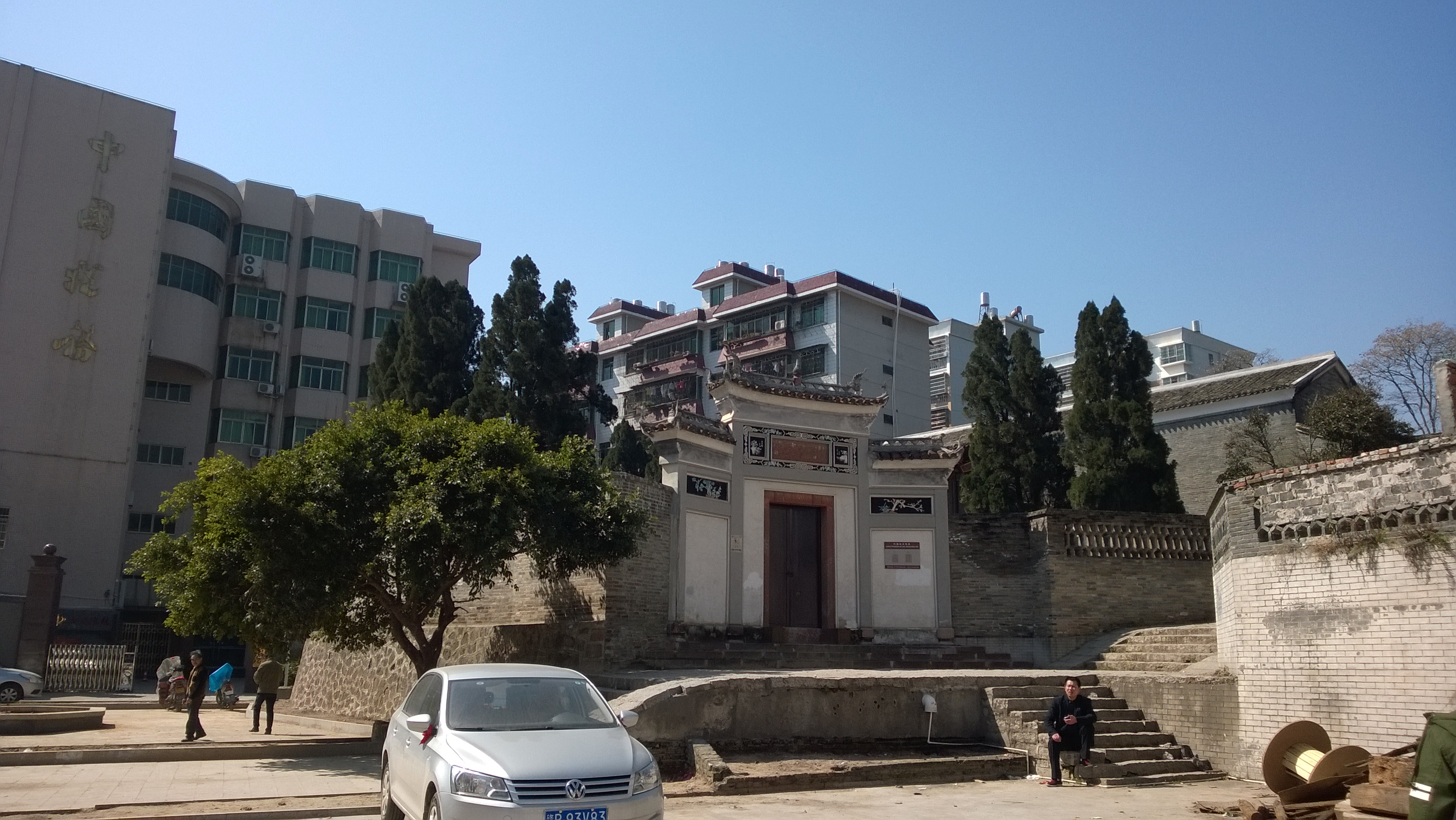
Die revolutionäre Stätte von Xingguo: Lianjiang Academy

Xingguo (chinesisch 兴国县, Pinyin Xīngguó Xiàn) ist ein Kreis der bezirksfreien Stadt Ganzhou in der Provinz Jiangxi der Volksrepublik China. Er hat eine Fläche von 3.214 km² und zählt 719.830 Einwohner (Stand: Zensus 2010).
Die revolutionäre Stätte von Xingguo (Xingguo geming jiuzhi 兴国革命旧址) der Jahre 1929 bis 1933 steht seit 2006 auf der Liste der Denkmäler der Volksrepublik China (6-971).